# Vuelta a Andalucía 1969
La 16ª edición de la Vuelta a Andalucía se disputó entre el 10 y el 16 de febrero de 1969 con un recorrido de 1044 km dividido en 7 etapas, con inicio y final en Málaga. 
Participaron 50 corredores repartidos en 5 equipos de los que sólo lograron finalizar la prueba 44 ciclistas.
El vencedor, el español Antonio Gómez del Moral, cubrió la prueba a una velocidad media de 33,469 km/h. La clasificación de la regularidad fue para el belga Antoine Houbrechts, mientras que en la clasificación de la montaña y en la de metas volantes se impusieron respectivamente los corredores españoles Carlos Echeverría y Carlos Jovellar.

## Etapas
| Etapa | Fecha         | Recorrido         | Km    | Ganador de la etapa     |
| 1ªo   | 10 de febrero | Málaga - Málaga   | 91,0  | Eric Leman              |
| 2ª    | 11 de febrero | Nerja - Almería   | 168,0 | Eric Leman              |
| 3ª    | 12 de febrero | Almería - Granada | 168,0 | José Suría              |
| 4ª    | 13 de febrero | Granada - Córdoba | 235,0 | Jaime Fullana           |
| 5ª    | 14 de febrero | Córdoba - Sevilla | 148,0 | Eric Leman              |
| 6ª    | 15 de febrero | Sevilla - Ronda   | 122,0 | Antonio Gómez del Moral |
| 7ª    | 16 de febrero | Ronda - Málaga    | 98,0  | Eric Leman              |